# Episodi di Provaci ancora prof! (quarta stagione)

Il logo della quarta stagione

La quarta stagione della serie televisiva Provaci ancora prof! andò in onda in prima visione su Rai 1 dal 19 febbraio al 13 marzo 2012.
La serie è stata la quinta più seguita della stagione televisiva 2011-2012 della Rai, con una media di 6 284 000 telespettatori e uno share del 22,09%.
| nº | Titolo                | Prima visione    |
| -- | --------------------- | ---------------- |
| 1  | Un amore sbagliato    | 19 febbraio 2012 |
| 2  | Doppio bersaglio      | 20 febbraio 2012 |
| 3  | La versione di Carmen | 28 febbraio 2012 |
| 4  | Il sogno del faraone  | 6 marzo 2012     |
| 5  | Cattivi maestri       | 12 marzo 2012    |
| 6  | Vincoli del cuore     | 13 marzo 2012    |

Fanno parte del cast regolare Veronica Pivetti (Camilla Baudino), Enzo Decaro (Renzo Ferrero), Ilaria Occhini (Andreina), Pino Ammendola (Ispettore Torre), Claudio Bigagli (preside Mazzeo), Ludovica Gargari (Livietta), Cesare Bocci (Marco De Matteis), Flavio Montrucchio (Commissario De Matteis), Carmen Tejedera (Carmen), Lorenzo De Angelis (Agente Gianni Marchese), Alice Bellagamba (Agente Valentina Grassetti), Sarah Maestri (Anna Scarpa), Franco Oppini (Aldo Sanfilippo), Graziella Polesinanti (Rosetta), Francesco Di Lorenzo (Medico Legale)

## Un amore sbagliato
- Diretto da: Tiziana Aristarco
- Scritto da:

### Trama
Camilla e Renzo tornano dalla Spagna, dopo due anni passati lì. Camilla si è separata dal consorte, che ha una nuova compagna, Livietta è cresciuta, e le cose al commissariato sono cambiate e non poco. Gaetano è stato trasferito a Sondrio a seguito della promozione a Questore. A dare la notizia a Camilla è il fido ispettore Torre che si lascia scappare anche la notizia del matrimonio e della paternità di Berardi. Nell'aiutare un suo alunno, incontra il nuovo commissario Paolo De Matteis. Con lui non va molto d'accordo, è totalmente diverso da Gaetano e in commissariato non gode di molta simpatia, solo la nuova poliziotta Grassetti sembra avere un debole per lui. Dopo aver conosciuto per un caso fortuito il fratello del commissario, Camilla decide di rivederlo dopo aver capito di essere attratta da lui.
- Altri interpreti: Anna Gümpel (Katia Ursino), Tiziano Panici (Gerry), Fabrizio Traversa, Stefano Masciolini (Alessandro Guarini), Daniele La Leggia (Roberto Marchini), Ilaria Serrato (Sabrina Carbone), Taiyo Yamanouchi (receptionist al residence).
- Ascolti Italia: telespettatori 6 412 000 – share 23,77%[2]

## Doppio bersaglio
- Diretto da: Tiziana Aristarco
- Scritto da:

### Trama
Mentre sta accompagnando un suo allievo dalla sua psicologa, essendo in difficoltà, Camilla viene colpita da un killer che la ferisce ad una gamba mentre la psicologa viene colpita a morte in pieno petto. Il commissario De Matteis indaga con l'aiuto dell'ispettore Torre e gli agenti Marchese e Grassetti. La professoressa Baudino viene ricoverata e riceve un mazzo di fiori provenienti da New York: è un regalo di Marco. Camilla nonostante la momentanea ferita alla sua gamba è decisa insieme al suo allievo a far luce sull'omicidio di Sandra, indagando sulla vita dei suoi pazienti e usando come indizi le ultime parole che la psicologa ha pronunciato con fatica poco prima di morire, dove si riferiva a dei bambini e all'Iraq. Si scopre che il collegamento tra Sandra e il killer è una terribile tragedia avvenuta proprio in Iraq dove delle vittime innocenti furono proprio dei bambini causata da due militari, dove uno di loro, Gianni, era diventato paziente della Zolli e le stava per confessare tutto. Quindi il killer ha dovuto uccidere prima lei, poi il collega Gianni inscenando un suicidio e stava per fare la stessa cosa con la moglie Valeria, ma quest'ultima viene salvata in tempo da Camilla e dalla polizia. Il killer, Remo Ortolani, racconta cosa è realmente successo in Iraq: lui e Gianni si erano persi in un territorio con alta probabilità di presenze terroristiche e confessando la sua responsabilità di aver provocato seppur involontariamente l'esplosione e il conseguente crollo di un palazzo, dove all'interno si erano rifugiati dei bambini e Gianni, scopertolo, non fece in tempo ad avvertirlo e a fermarlo. L'indagine è conclusa, Camilla non usa più la stampella per la sua ferita e il suo allievo, dopo lo smarrimento iniziale, ritrova la gioia di vivere grazie a Camilla e l'episodio si conclude con il ritorno di Marco che va a trovare la prof fuori dalla scuola e i due si lasciano andare ad un lungo bacio molto appassionato sotto gli occhi sconvolti di Renzo, passato li per coincidenza e per caso.
- Altri interpreti: Eleonora Albrecht (Sandra Zolli), Claudia Coli (Wanda Rossi), Andrea Gherpelli (Remo Ortolani), Stefano Masciolini (Alessandro Guarini), Ilaria Serrato (Sabrina Carbone), Daniele La Leggia (Roberto Marchini), Anna Gümpel (Katia Ursino)
- Ascolti Italia: telespettatori 6 909 000 – share 23,46%[3]

## La versione di Carmen
- Diretto da: Tiziana Aristarco
- Scritto da:

### Trama
Carmen, la nuova compagna di Renzo, viene accusata dell'omicidio del suo ex marito, ma con l'aiuto di Camilla, viene scagionata. Per la prima volta la professoressa Baudino salta la scuola per andare insieme a Marco al mare col sidecar e, per ripararsi da un improvviso temporale, si recano in una baracca dove fanno l'amore per la prima volta. In questo episodio si vede ancora che Renzo è geloso di Camilla.
- Altri interpreti: Stefano Antonucci (Miguel Ruiz), Beatrice Schiros (Graziella, cameriera), Elodie Treccani, Arianna Marchetti, Daniele La Leggia (Roberto Marchini), Stefano Masciolini (Alessandro Guarini), Ilaria Serrato (Sabrina Carbone).
- Ascolti Italia: telespettatori 5 564 000 – share 19,48%[4]

## Il sogno del faraone
- Diretto da: Tiziana Aristarco
- Scritto da:

### Trama
Anna chiede a Camilla se può accompagnarla in palestra per allenarsi a boxe. Passano le ore e ad un certo punto Anna chiama, ormai a sera inoltrata Camilla dicendole che ha trovato il custode della palestra morto. Camilla, allora, si precipita immediatamente in palestra per vedere cosa è successo e se Anna si è ferita. Dopo qualche minuto, arriva la polizia, e il Commissario De Matteis decide di far uscire tutti dalla palestra perché deve iniziare ad indagare e a trovare degli indizi. Dopo qualche ora la polizia interroga Anna. La Professoressa dice tutta la verità ma il commissario non è tanto sicuro di ciò che gli è stato appena riferito, ma lascia andare le due donne.
- Altri interpreti: Anita Zagaria (Debora Cavalleri), Marco Cassini (Manuel Fossà), Anna Gümpel (Katia Ursino), Stefano Masciolini (Alessandro Guarini), Ilaria Serrato (Sabrina Carbone), Francesca Romana De Martini (Cecilia Fossà), Daniele La Leggia (Roberto Marchini).
- Ascolti Italia: telespettatori 5 826 000 – share 20,81%[5]

## Cattivi maestri
- Diretto da: Tiziana Aristarco
- Scritto da:

### Trama
Camilla cerca in ogni modo di vivere qualche momento di serenità con Marco, ma c'è sempre qualche imprevisto. Il Professor Sanfilippo, collega e amico di Camilla, resta suo malgrado coinvolto in uno omicidio sul quale indaga De Matteis. Renzo manifesta un'evidente gelosia verso Marco e anche Livietta non perde occasione per ricordare con nostalgia i giorni in cui la famiglia era unita. La situazione si complica quando Marco fa capire a Camilla di voler fare sul serio. La vittima è la giovane Sofia, ex allieva di Camilla e di Sanfilippo, che tuttavia aveva ripreso a studiare e il professore le dava quotidianamente lezioni private. I due colleghi, all'oscuro di De Matteis e in parte aiutati da Marco indagano sulla vita privata di Sofia per scoprire l'assassino, che ha ucciso a sangue freddo la ragazza mentre Sanfilippo era rimasto chiuso nel bagno dell'appartamento, ma che a causa di un malfunzionamento dello scarico non ha potuto sentire nulla. Camilla e Sanfilippo inizialmente sospettano di Mirko, collega di lavoro ed ex ragazzo di Sofia per i suoi problemi di gelosia, sospetti che parrebbero confermati quando il ragazzo provoca un incidente in moto da ubriaco all'apparenza suicidandosi dopo la scoperta che Sofia era incinta di un altro. Tuttavia Camilla e Sanfilippo scoprono grazie a Lara, coinquilina e amica di Sofia, che la ragazza si era innamorata di un uomo più grande di lei e spaventata confessa che l'amica era stata coinvolta tramite lei ed il suo compagno in una sorta di setta fortemente razzista, di cui fa parte lo stesso amante della vittima, che l'aveva fatta assistere ad un pestaggio di uno zingaro rom. Lara racconta a Camilla e a Sanfilippo che Sofia, sconvolta dalla reale natura dell'amante, voleva denunciare tutto alla polizia per fermare la setta, ma la coinquilina temendo delle ripercussioni ha rivelato tutto sia al suo ragazzo, Gino, che al loro capo, nonché l'amante di Sofia. Si scoprirà che l'amante di Sofia e capo di questo gruppo razzista è il direttore Gattonari, ma è anche il vero assassino di Sofia, che per tapparle la bocca l'ha giustiziata. Lara rivela a Camilla l'intenzione della setta di star organizzando un attentato al campo rom della città, così la prof e il suo collega Sanfilippo avvisano provvidenzialmente in tempo la polizia, che sventa il colpo. Arrestati Gattonati e Gino, i due confessano di avere anche inscenato la morte di Mirko per far ricadere l'assassinio di Sofia su di lui facendolo passare per un delitto passionale. Con il caso finalmente risolto, Marco e Camilla si godono la reciproca compagnia e dei momenti molto romantici.
- Special Guest Star: Carlo Conti e Kaspar Capparoni, appaiono in dei video frammenti rispettivamente del quiz L'eredità e di una fiction.
- Altri interpreti: Valentina Ghetti (Lara Donati),Camilla Diana (Sofia Pellegrini), Lorenzo Renzi (Sign. Pellegrini), Bruno Bilotta (Sign. Principe, padre di Mirko), Paolo Romano (direttore Gattonari), Claudio Ammendola (Tom De Matteis, figlio di Marco), Angelo Donato Colombo (Mirko Principe), Stefano Masciolini (Alessandro Guarini), Daniele La Leggia (Roberto Marchini), Ilaria Serrato (Sabrina Carbone), Alessandro Rugnone (commesso al megastore), Aldo Massasso (Amedeo).
- Curiosità: Claudio Ammendola nella realtà è il figlio di Pino Ammendola che nella serie interpreta uno dei protagonisti principali, l'ispettore Torre.
- Ascolti Italia: telespettatori 6 164 000 – share 21,62%[6]

## Vincoli del cuore
- Diretto da: Tiziana Aristarco
- Scritto da:

### Trama
Dopo aver ricevuto l'anello di fidanzamento da Marco, Camilla decide di trasferirsi nel casale del fidanzato. Intanto, però, la prof assiste inorridita all'omicidio di una ragazza moldava conosciuta da poco. Decide di indagare e, per una volta, riceve non solo l'appoggio dell'ispettore Torre, ma anche gli elogi di De Matteis. Intanto Renzo dovrebbe trasferirsi a New York con Carmen.
- Altri interpreti: Andrea Cagliesi (Manrico Belli), Elodie Treccani, Daniela Scarlatti (Simona Marini), Marina Kazankova (Irina Zukova/Ina), Daniele La Leggia (Roberto Marchini), Stefano Masciolini (Alessandro Guarini), Anna Gümpel (Katia Ursino), Ilaria Serrato (Sabrina Carbone), Claudio Vanni (Gigi Taddei).
- Ascolti Italia: telespettatori 6 327 000 – share 22,64%[7]